# Chimaerasuchidae
Los quimerasúquidos (Chimaerasuchidae, gr. "cocodrilos quimera") son una familia de arcosaurios mesoeucocodrilianos notosúquidos, que vivieron durante el Período Cretácico en lo que es hoy Asia  y Madagascar. Se la define como Chimaerasuchus, Simosuchus y todos sus descendientes. Erigida en 2004 por Carvalho et al. Contiene dos géneros de pequeños cocodrilos terrestres, de alrededor de 1 metro de largo, posiblemente herbívoros, ambos poseen cortos cráneos y dientes con múltiples cúspides.
El trabajo de Carvalho et al. sobre su filogenia no incluye a los neosuquios en su análisis filogenético. Cuando estos son incluidos en su análisis estos dos géneros no parecen estar relacionados. De hecho Chimaerasuchus parece ser un taxón hermano de Sphagesaurus. Como Sphagesaurus tiene su propia familia, Sphagesauridae, que ha sido nombrada antes de Chimaersasuchidae, bajo las reglas de la ICZN tiene prioridad sobre Chimaerasuchidae que se considera sinónimo. En un trabajo más reciente, Marinho & Carvalho hacen una revisión de Sphagesauridae y demuestran que Chimaerasuchus no posee ninguna de las sinapomorfias de la familia originalmente erigida por Kuhn. En este nuevo trabajo, los autores proponen un diagnóstico enmendado para Sphagesauridae, proponiendo nuevas sinapomorfias para este taxón y proponen que Chimaerasuchidae sea una familia válida a pesar del análisis filogenético pobre de Carvalho et al..